# Tecno
Tecno ist ein italienischer Hersteller von Rennfahrzeugen, der in den 1970er Jahren für eine kurze Zeit mit einem eigenen Team in der Formel 1 engagiert war. Die von den Gebrüdern Pederzani in Bologna gegründete Firma baute in den Anfangsjahren Kart-Chassis und führt diesen Geschäftszweig seit dem Ausstieg aus der F1 bis heute fort.

## Vorgeschichte

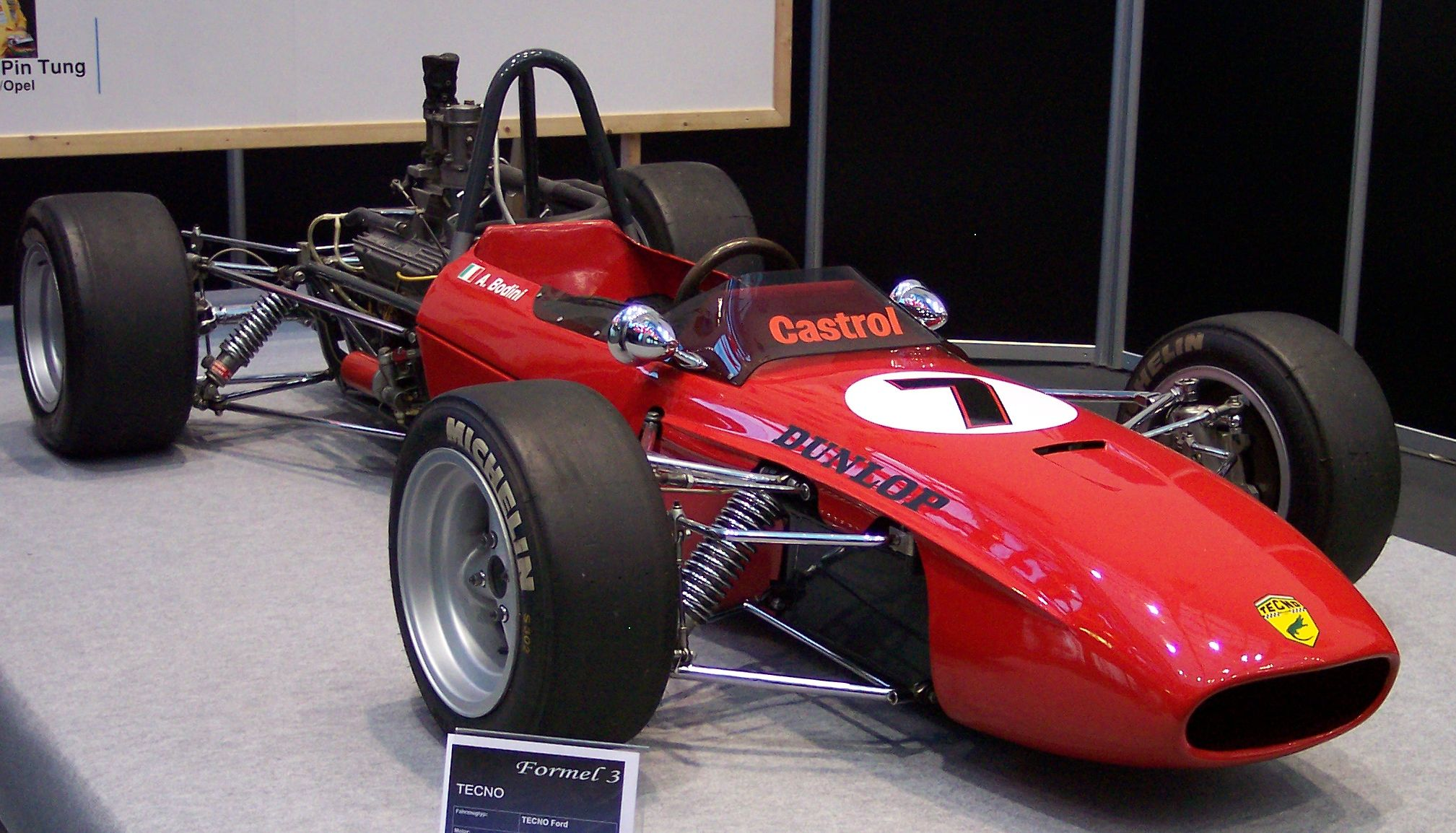
Formel 3 Wagen von Tecno (1967)

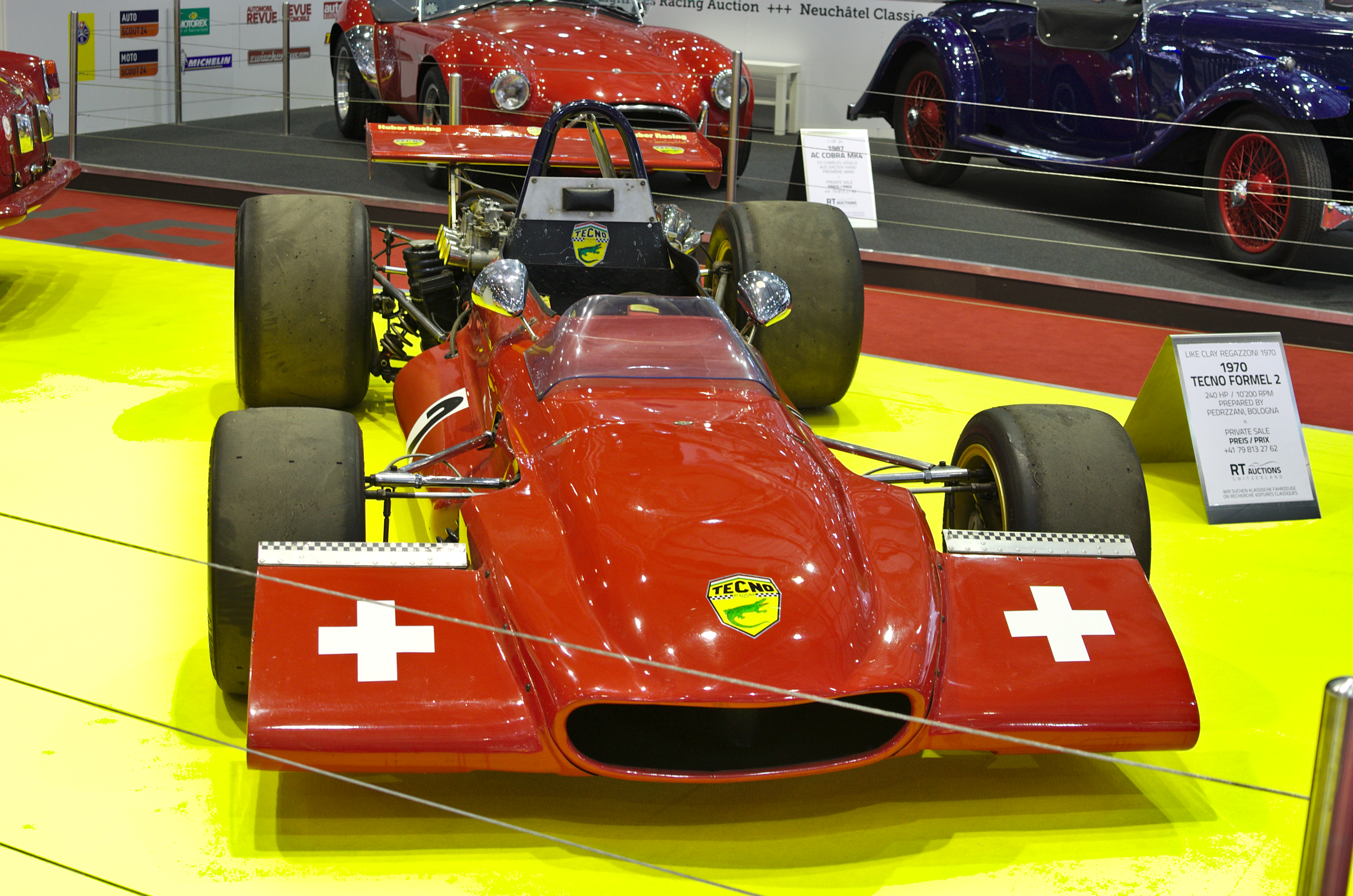
Tecno Formel-2-Wagen

Tecno begann als Ingenieurbüro in Bologna mit der Herstellung von Hydraulikpumpen. Im Jahr 1961 beschlossen die Inhaber des Unternehmens, die Brüder Luciano und Gianfranco Pederzani, als Konstrukteure von Karts in den Motorsport einzusteigen. Tecno war die erste Firma, die ein Offset-Kart-Chassis („Sidewinder“) baute, um die Vorteile der neu entwickelten luftgekühlten Motoren von Parilla zu nutzen. Das erste Chassis von Tecno wurde Kaimano genannt. Das Design des Kaimano basierte auf den amerikanischen Karts mit Heckmotor der frühen 1960er Jahre. Das zweite Chassis, die Piuma ('Feder'), revolutionierte das Kartdesign und war so erfolgreich, dass es 1964, 1965 und 1966 die Weltmeisterschaft gewann.
Im Jahr 1964 stieg das Unternehmen mit dem Bau eines damaligen Formel 4-Wagens in den Automobilsport ein. 2 Jahre später erfolgte der Aufstieg in die Formel 3. Der Schweizer Fahrer Clay Regazzoni holte 1967 in Spanien den ersten internationalen Sieg für Tecno, und bis zum Ende des Jahres hatte Tecno 32 von 65 F3-Rennen gewonnen. 1969 fuhr Ronnie Peterson für das Team und gewann 15 Rennen. Die Konstruktion von Formel-3-Chassis wurde bis 1971 fortgeführt.
1970 debütierte Tecno in der Formel 2 und gewann mit Regazzoni gleich die Meisterschaft.

## Formel-1-Engagement

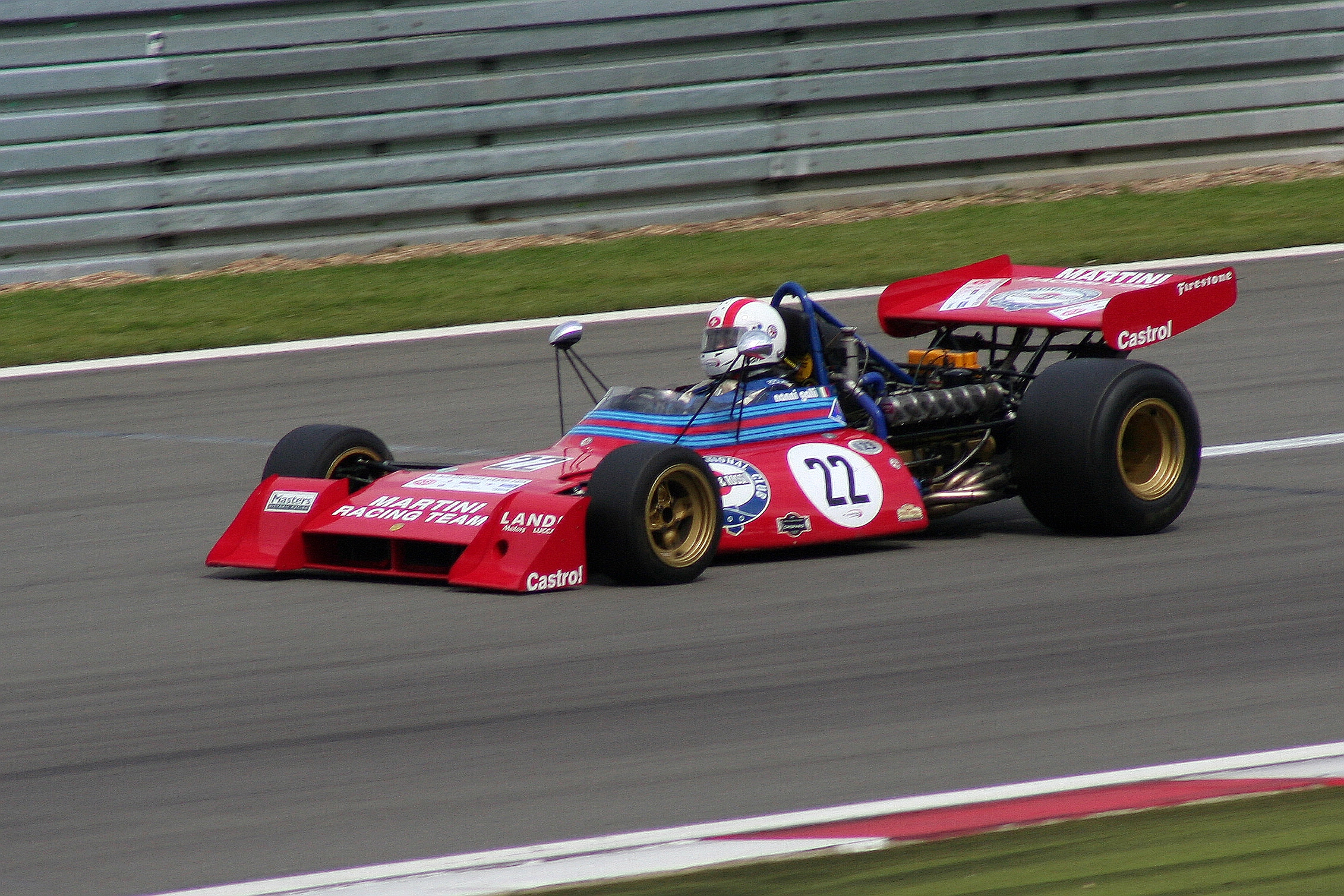
Tecno PA123 von 1972

Der Erfolg von Tecno in den kleineren Formeln weckte das Interesse des Grafen Teofilo Guiscardo Rossi di Montelera (Mitinhaber der Firma Martini & Rossi), der Partner und Titelsponsor der Pederzani-Brüder wurde und schon lange mit einem Einstieg in die Formel 1 liebäugelte.
Der erste Formel-1-Wagen von Tecno hatte seinen ersten Wettbewerbsauftritt beim Großen Preis von Belgien 1972 unter der Leitung von Nanni Galli. Das Team entschied sich für die traditionelle italienische Farbe Rot für das Chassis, um dem Titelsponsor besser entgegenzukommen. Der Motor, der von Luciano Pederzani, Renato Armaroli und Giuseppe Bocchi entwickelt wurde, war ein Boxermotor. Galli schaffte es, beim nicht für die Meisterschaft zugelassenen Großen Preis der Italienischen Republik 1972 in Vallelunga den dritten Platz zu belegen, aber für den Rest der Saison konnte er keine Punkte mehr einfahren. Für den Großen Preis von Italien setzte Tecno ein zweites Auto ein, das von Derek Bell gefahren wurde. Obwohl Galli bessere Resultate als Bell erzielte, entschied sich Teammanager David Yorke, Bell für die letzten beiden Rennen in Nordamerika zu verpflichten und beendete damit Gallis Engagement für das Unternehmen.
1973 führten ernsthafte Meinungsverschiedenheiten zwischen den Brüdern Pederzani und Rossi und Yorke über die sportliche und technische Ausrichtung des Teams zu einem Bruch, den die beiden Parteien in der Folge nie wieder ganz kitten konnten. Die Pederzanis waren daran interessiert, den damals relativ neuen Clay Regazzoni zu verpflichten, während Rossi und Yorke den Experten Chris Amon wollten, der sich mit March Engineering nicht auf eine Zusammenarbeit für die Saison einigen konnte. Yorke und Rossi gaben bei dem Konstrukteur Gordon Fowell ein neues Chassis in Auftrag, während die Pederzanis Alan McCall mit der Konstruktion eines neuen Autos beauftragten. McCall verließ das Projekt, bevor es vollständig entwickelt war, und das Auto wurde von Ron Tauranac fertiggestellt, der nach dem Verkauf von Brabham Ende 1972 freiberuflich tätig war.

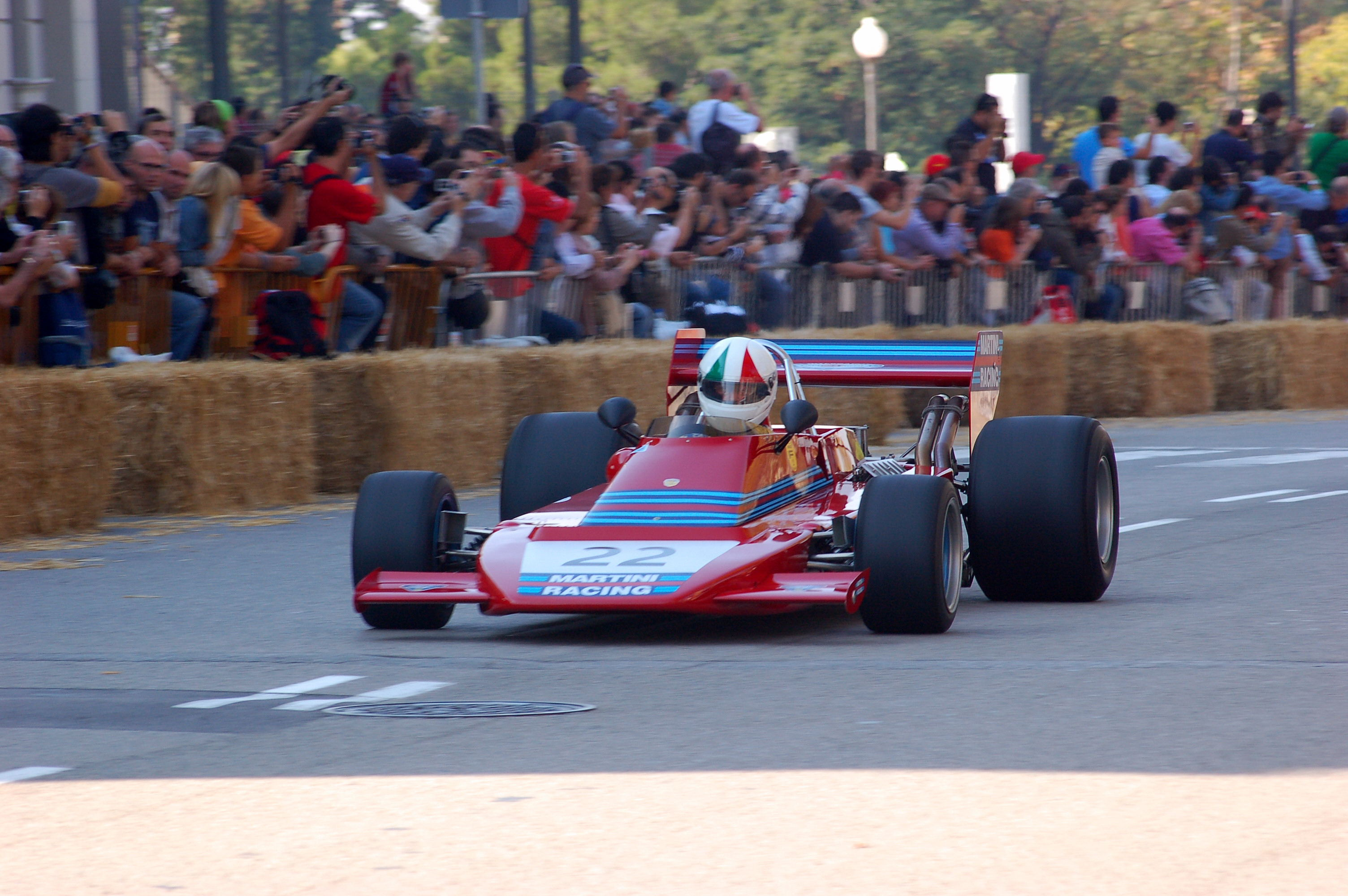
Tecno E371 Formel-1-Wagen

Nachdem man die ersten Rennen der Saison aufgrund der internen Turbulenzen verpasst hatte, debütierte Tecno schließlich mit dem McCall/Tauranac-Auto beim Großen Preis von Belgien, wo Amon den sechsten Platz belegte und damit den ersten und einzigen Punkt für das Team holte. Das Auto zeigte sich auch bei seinem zweiten Einsatz auf der Rennstrecke von Monaco vielversprechend. Amon qualifizierte sich als 12. vor dem Ferrari von Jackie Ickx und fuhr 25 Runden lang im oberen Mittelfeld mit.
Beim Großen Preis von Großbritannien befand sich Tecno in der Lage, zwei verschiedene Autos zur Verfügung zu haben, da sowohl das Auto von Fowell „Goral“ als auch das von McCall/Touranac in der Garage standen. Amon qualifizierte sich als Letzter. Er entkam zwar der von Jody Scheckter in der Anfangsphase des Rennens ausgelösten Massenkollision, musste aber nach sechs Runden mit einer defekten Benzinpumpe aufgeben. Amon qualifizierte sich als 23. für den Großen Preis der Niederlande, musste aber nach 22 Runden erneut mit dem gleichen technischen Problem aufgeben.
1973 Tecno E371
Zwei verschiedene, unterfinanzierte und unterentwickelte Autos, die um knappe Ressourcen konkurrierten, machten die Situation des Teams unhaltbar, und beim Großen Preis von Österreich führte der anhaltende Streit zwischen den Pederzanis und Yorke und Rossi dazu, dass ein unzufriedener Amon das Team verließ, um für Tyrrell zu fahren. Obwohl sie für das folgende Jahr einen Achtzylindermotor in Auftrag gegeben hatten, beschlossen die Pederzanis, das Formel-1-Programm einzustellen. Rossi wechselte 1974 als Sponsor von Martini & Rossi zu Brabham und gründete schließlich die Rennmarke Martini Racing. Luciano und Gianfranco Pederzani zogen sich aus der Formel 1 zurück und nannten die giftige Atmosphäre, die 1973 im Team herrschte, als Hauptgrund für ihre Enttäuschung. Beide konzentrierten sich in der Folge auf den Kartsport, wo Tecno sich über Jahrzehnte als Hersteller etablieren konnte.

## Fahrer

### Formel 1
- Chris Amon
- Derek Bell
- Nanni Galli

### Formel 2
- François Cevert
- Patrick Depailler
- Carlo Facetti
- Nanni Galli
- Jean-Pierre Jabouille
- François Migault
- Silvio Moser
- Clay Regazzoni